# Dolda brott
Dolda brott  är en roman skriven av Jenny Maria Ödmann under pseudonymen J-y Brn. Den utgavs 1903 av Beijers bokförlagsaktiebolag i Stockholm och är en direkt fortsättning på Ebba Brahes ring av samma författare.
I likhet med flera andra av Ödmanns böcker hade Ebba Brahes ring först publicerats som följetong.